# William Suff
William Lester Suff (nascido Bill Lee Suff; 20 de agosto de 1950, Torrance), também conhecido como The Riverside Prostitute Killer e The Lake Elsinore Killer, é um assassino em série estadunidense condenado à morte por ter estuprado e matado 12 mulheres no Condado de Riverside, na Califórnia, entre 1989 e 1991. No entanto, as autoridades estimam que ele tenha feito de 13 a 40 vítimas.   
Sam Lyttle, pai de Kimberly Lyttle, 28 anos, cujo corpo foi encontrado em Cottonwood Canyon em junho de 1989, disse em 2014 que “quando aconteceu, foi emocionalmente terrível para minha esposa e eu passarmos por isso. Levei muito tempo para mencionar o nome da minha filha sem cair em lágrimas". 

## Biografia
Suff casou-se duas vezes, primeiro com Teryl e depois com Cheryl, e durante seus dois casamentos envolveu-se com casos de agressão a suas filhas bebês, sendo que a primeira morreu. Depois de cumprir parte de sua pena por este crime e conseguir a condicional, mudou-se para o Condado de Riverside, onde conseguiu um emprego no setor público em 1986. Ele também ficou conhecido em Riverside por ser um bom cozinheiro, tendo participado de competições locais de culinária. Um boato, nunca comprovado, diz que ele poderia ter usado a carne de um seio de uma das suas vítimas para preparar um prato. O caso, inclusive, é contado no livro The Chili King: William Suff, the Lake Elsinore Killer.    

### Abuso infantil
Em 1984, Suff e Teryl foram condenados por matarem sua filha, Janet, de apenas dois meses. Em 1991, enquanto estava casado com Cheryl, a filha de 3 meses do casal, Brigithe, teve que ser levada às pressas para o hospital por causa de ferimentos na cabeça. Na época, um outro casal morava com os Suff por 15 meses, mas eles deixaram a casa após o incidente e relataram em janeiro de 1992 que ele costumava ter ataques de ira, voltava altas horas da noite e que eles, como Cheryl, não tinham consciência do crime que ele tinha cometido no Texas.    

## Crimes
Nas cidades de Riverside e Lake Elsinore, no Condado da Califórnia, entre junho de 1989 e janeiro de 1991, ele estuprou, torturou, esfaqueou, estrangulou e mutilou ao menos 12 mulheres. Ele pode ter feito uma 13ª vítima, mas as provas foram inconclusivas. 

### Modus operandi
De van, ele procurava prostitutas que depois levava para lugares afastados. Os corpos foram encontrados em Cottonwood Canyon, ao sul de Canyon Lake; em uma lixeira no nordeste de Riverside e em um laranjal localizado a 800 metros de uma delegacia de polícia de Riverside. Segundo as investigações posteriores, ele guardava pertences das mulheres, como joias e roupas, e algumas vezes, depois de ter lavado os artigos, os dava para as amigas. 

### Vítimas
Quase todas as vítimas eram prostitutas e usuárias de drogas.  
- Kimberly Lyttle, 28 - 28 de junho de 1989
- Tina Leal, 23 - 13 de dezembro de 1989
- Darla Ferguson, 23 - 18 de janeiro de 1990
- Carol Miller, 34 - 8 de fevereiro de 1990
- Cheryl Coker, 33 - 6 de novembro de 1990
- Susan Sternfeld, 27 - 21 de dezembro de 1990
- Kathleen Milne, 42 - 19 de janeiro de 1991
- Sherry Latham, 37 - 4 de julho de 1991
- Kelly Hammond, 27 - 16 de agosto de 1991
- Catherine McDonald, 30 - 13 de setembro de 1991
- Delliah Zamora, 35 - 30 de outubro de 1991
- Eleanor Casares, 39 - 23 de dezembro de 1991

## Prisão e pena
Em 9 de janeiro de 1992, às 9 horas da manhã, Suff foi parado durante uma blitz de trânsito próximo a uma zona de prostituição por Frank Orta, membro de uma força-tarefa de 14 policiais que então procuravam identificar o criminoso. Quando a van foi revisada, os policiais encontraram uma faca ensanguentada e outros objetos suspeitos, que depois foram analisados e viraram provas no caso.  
Em 19 de julho de 1995, um júri do Condado de Riverside considerou que ele foi o responsável por matar 12 mulheres. O júri não chegou a um acordo sobre uma 13ª vítima. Em 26 de outubro de 1995, foi condenado à morte. Posteriormente, um recurso pedindo a anulação da pena foi rejeitado pela Suprema Corte da Califórnia em 2014. 
Ele está atualmente encarcerado na prisão de San Quentin, onde aguarda execução. 

## Na cultura popular
The Riverside Killer por Christine Keers e Dennis St Pierre foi publicado em 1996 pela Pinnacle True Crime. 
Em 1997 Cat and Mouse - Mind Games with a Serial Killer foi publicado pela Dove Books.  Suff se encontrou com o autor Brian Alan Lane e contou sua história. O livro inclui contos e poemas escritos por Suff e fotos de várias de suas vítimas.
Suff é o tema do programa de televisão Real Detectiv", temporada 2, episódio 2. O programa de 40 minutos inclui recriações dramáticas e entrevistas com o detetive principal da Riverside Taskforce, Bob Creed.  O episódio foi ao ar pela primeira vez em 9 de março de 2017.  Ele também é apresentado como parte do documentário Amazon Prime 2013 Serial Killers Defined.

## Sumário
- Este artigo foi inicialmente traduzido, total ou parcialmente, do artigo da Wikipédia em inglês cujo título é «William Suff».